# Attentats de 1999 en Russie

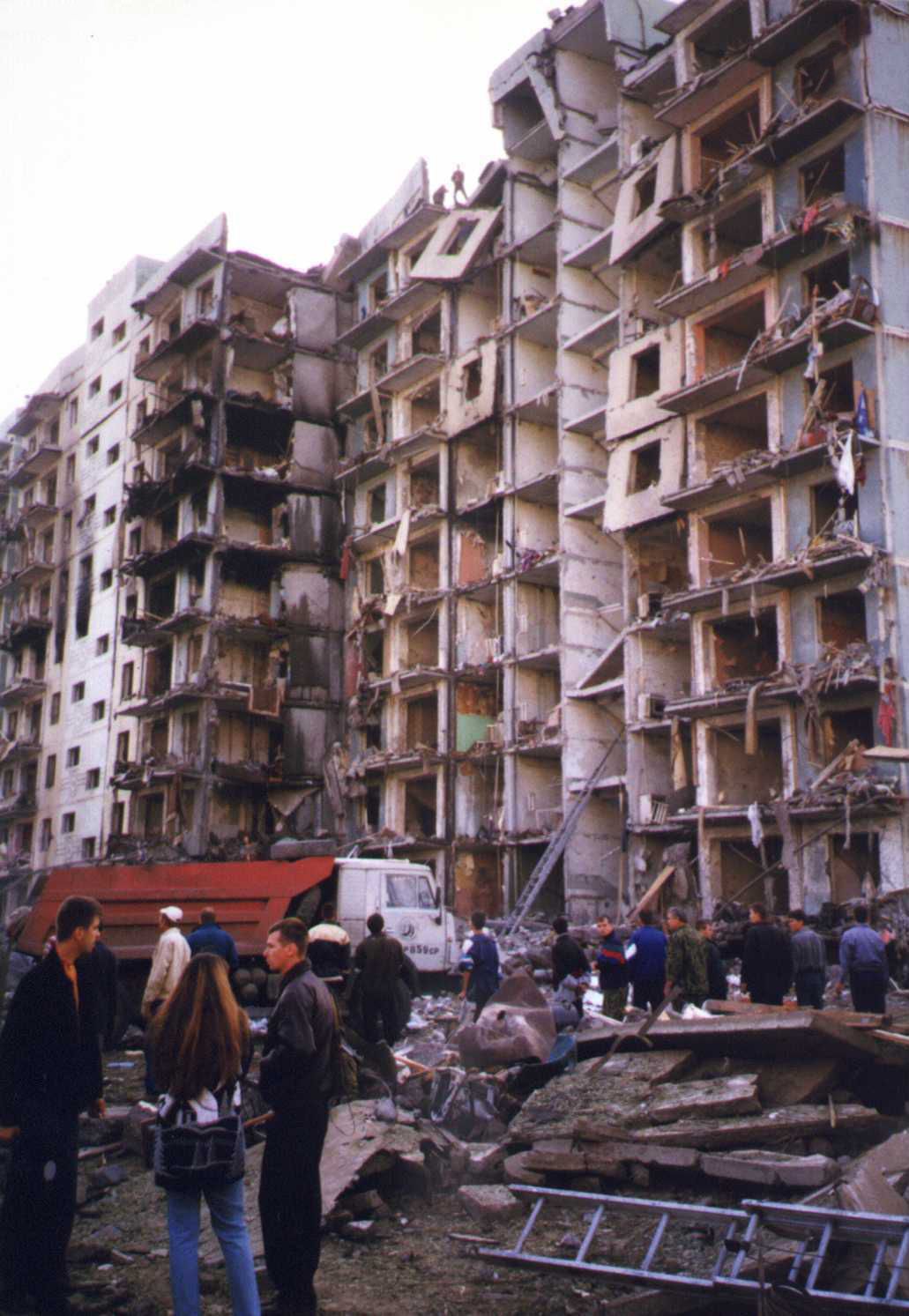
Façade de l'immeuble touché par l’explosion à Volgodonsk le 16 septembre 1999.

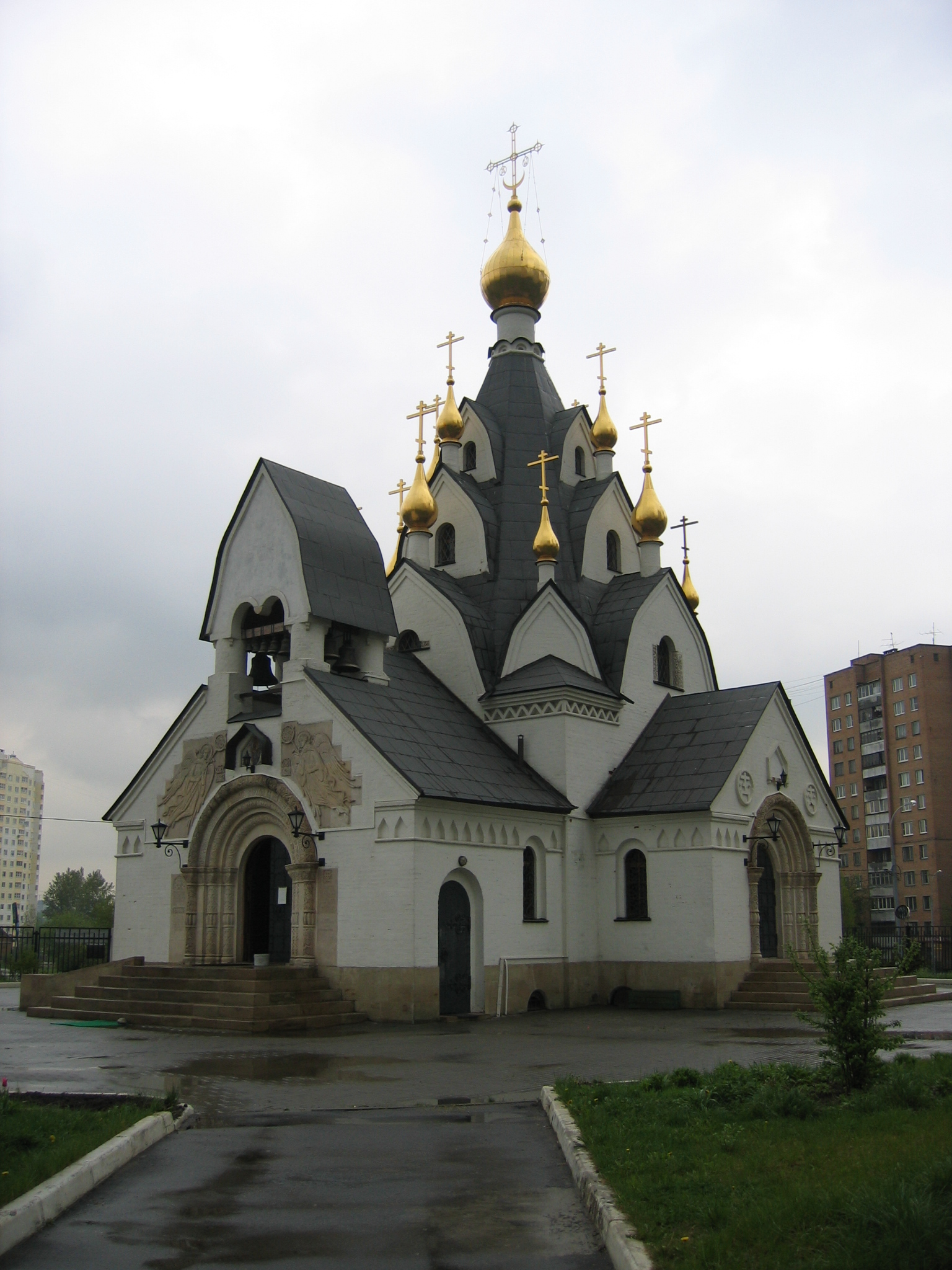
Chapelle érigée en mémoire des victimes des attentats à Moscou.

Une série de cinq attentats en Russie en 1999 contre des immeubles d'habitations entre le 31 août et le 16 septembre 1999 dans plusieurs villes de l'ouest du pays font au moins 290 morts et un millier de blessés.
Ces attaques commises à l'explosif et à la voiture piégée sont officiellement attribuées par les autorités russes à des indépendantistes tchétchènes. Cependant, plusieurs observateurs indépendants prétendent au contraire que les autorités russes auraient organisé ces attentats pour justifier le déclenchement de la seconde guerre de Tchétchénie.

## Liste des attaques
- Moscou : Le 31 août 1999, une bombe explose sur une place de la capitale russe tuant une personne et en blessant une quarantaine.
- Bouïnaksk (Daghestan) : Le 4 septembre 1999, à 9 h 40, une voiture piégée explose près d'un immeuble de cinq étages logeant des militaires russes et leurs familles dans la ville de Bouïnaksk (république du Daguestan). 64 personnes sont tuées et 133 blessées.
- Moscou : Le 9 septembre 1999, peu de temps après minuit, 300 à 400 kilos d'explosifs détonnent au rez-de-chaussée d'un immeuble du sud-est de Moscou. Le bâtiment de neuf étages (situé au 19, rue de Guryanova) est détruit. 94 personnes périssent et 249 autres sont blessées. Un total de 108 appartements est détruit dans cet attentat.
- Moscou : Le 13 septembre 1999 (qui devait être un jour de deuil pour les victimes des attaques précédentes), une puissante bombe éclate à 5 h 00 du matin dans un sous-sol d'un immeuble sur la route de Kachirskoïé dans le sud de Moscou. Le bâtiment de huit étages s'effondre. En tout, 118 personnes meurent et 200 sont blessées.
- Volgodonsk (Oblast de Rostov) : Le 16 septembre 1999 à 5 h 00 du matin, un camion piégé explose près d'un complexe d'appartements de neuf étages dans la ville de Volgodonsk au sud de la Russie, tuant 17 personnes et en blessant 69.

## Incident de Riazan
Le 22 septembre 1999 à 20h30, Alexeï Kartofelnikov, résident d'un immeuble d'habitations de douze étages dans la ville de Riazan, remarque deux hommes suspects qui transportent des sacs dans le sous-sol depuis une voiture. Il remarque également que les deux derniers chiffres de la plaque d'immatriculation sont recouverts d'un bout de papier. Il appelle alors la police. Les suspects sont partis avec la voiture quand les policiers arrivent. Ces derniers découvrent trois sacs de cinquante kilos de poudre blanche dans le sous-sol.
Un détonateur et un minuteur sont reliés et sont en marche. Le minuteur, réglé pour le matin du 23 septembre à 5 h 30, est désamorcé par la police locale qui identifie le produit comme du RDX, un explosif militaire utilisé dans les précédents attentats contre des immeubles. Iouri Tkatchenko, le chef de l'équipe locale de déminage, déconnecte le détonateur et la minuterie. Tkatchenko teste les trois sacs de substance blanche avec un analyseur de gaz "MO-2", qui détecte des vapeurs de RDX. Les 250 habitants de l'immeuble sont évacués,. La nouvelle se propage et la panique pousse 30 000 résidents de Riazan à passer la nuit dans la rue. Des ambulances sont appelées pour les personnes souffrant de problèmes cardiaques. Près de 1 200 policiers sont mobilisés et la ville est bouclée : les gares et l'aéroport sont bloqués et l'autoroute est barrée en direction de la sortie de la ville. Les portraits robots des suspects sont adressés à la police et diffusés à la télévision.
Le soir du 23 septembre, Vladimir Poutine salue la vigilance des habitants de Riazan et appelle à un bombardement aérien de la capitale tchétchène, Grozny, en réponse aux actes terroristes.
Le 24 septembre, les dirigeants russes annoncent que les auteurs des attentats sont connus, mais qu'ils ont malheureusement réussi à s'enfuir vers la Tchétchénie. Environ dix noms sont publiés, mais aucun n'est tchétchène, même si cinq sont originaires de Karatchaïévo-Tcherkessie, une autre république du nord du Caucase. Au cours d'une conférence de presse ce jour-là, Vladimir Poutine, nommé Premier ministre le 9 août après avoir été directeur du service fédéral de sécurité de la fédération de Russie (FSB), jure de « buter [les terroristes] jusque dans les chiottes »,.
Mais des agents du FSB sont arrêtés par la police de Riazan et soupçonnés d'avoir déposé les sacs d'explosif. À la suite de cette arrestation, Nikolaï Patrouchev, qui vient de succéder à Poutine à la direction du FSB, annonce que la tentative d'attentat était en fait un exercice de lutte antiterroriste préparé par le FSB. Les habitants se demandent alors pourquoi, si c'était un exercice, ils n'ont pas été autorisés à revenir chez eux après l'évacuation, qui était l'objet de l'exercice, et quel était le droit du FSB de les utiliser pour cet exercice,.
Certains résidents de l'immeuble déclarent après l'évènement à la télévision et dans des journaux qu'ils souffrent de problèmes cardiaques, de dépression et que des troubles du sommeil sont apparus chez des enfants. Ils expliquent clairement qu'ils ne croient pas que l'évacuation était un test.
La Douma rejette en 2000 deux motions demandant une enquête parlementaire sur cet incident et met au secret les documents relatifs à celui-ci pour les 75 prochaines années,.

## Enquête et suites judiciaires

### Enquête du FSB
L'enquête de police menée, entre autres, par le FSB dirigé par Nikolaï Patrouchev conduit à l'inculpation de 17 personnes directement impliquées dans ces actes.
Atchimez Gotchiaïev (également écrit Atchemez Gotchiaïev), un agent immobilier originaire de Karatchaïévo-Tcherkessie, ayant loué les sous-sols des immeubles qui ont été frappés où ont été découvertes des charges explosives, considéré comme le chef de la cellule terroriste, est toujours en fuite tandis que des membres de son groupe sont tués par les forces de sécurité russe en 2006. En 2002, celui-ci aurait déclaré avoir agi sur les conseils d'un homme qu'il estime être un agent du FSB.
Les autres étant déjà jugés ou ayant péri durant la seconde guerre de Tchétchénie.
Khattab, l'un des commanditaires présumés est un chef de guerre islamiste radical jordanien qui a combattu l’armée rouge pendant la guerre d’Afghanistan dans les années 1980, au Tadjikistan contre le gouvernement soutenu par Moscou puis arrivé en 1995 en Tchétchénie où il participe à l’entraînement, au soutien logistique et au financement des forces de Chamil Bassaïev. Il participe à l’incursion au Daghestan qui conduira à la deuxième guerre de Tchétchénie, puis à des actions contre l’armée russe avant de mourir en avril 2002 d'une lettre empoisonnée.

### Commission d’enquête publique de la Douma
Plusieurs députés de la Douma émettent des doutes quant à la piste terroriste.
Guennadi Selezniov, président de la Douma, annonce en effet publiquement le 13 septembre, quelques heures après l'explosion de Moscou (du 13 septembre) qu'une explosion a eu lieu à Volgodonsk,,,,. Or cette explosion n'a pas eu lieu à Volgodonsk, mais à Moscou. L'explosion à Volgodonsk a lieu trois jours plus tard (le 16 septembre). Le 17 septembre, un jour après l'explosion à Volgodonsk, Guennadi Selezniov est donc interpellé à la Douma par Vladimir Jirinovski qui parle d'une provocation des services de l'État : « Rappelez-vous, Guennadi Nikolaïevitch (Selezniov), que vous nous avez dit lundi qu'il y avait eu une explosion à Volgodonsk, trois jours avant l'explosion. On peut même la qualifier de provocation : la Douma d'État sait que l'immeuble a déjà soi-disant explosé le lundi, et on le fait exploser le mercredi ». À la suite de cette intervention, Jirinovski est interdit de prise de parole à la Douma pendant un mois.
Iouri Chtchekotchikhine, membre du parlement, émet deux motions pour une enquête parlementaire concernant les événements, mais les motions sont rejetées par la Douma en mars 2000. Une commission indépendante publique pour enquêter sur les attaques a été mise en place par le député de la Douma Sergueï Kovalev. Cette commission a été rendue inefficace par le refus du gouvernement de répondre à ses demandes. Par la suite, deux membres clés, de la commission Kovalev, Sergueï Iouchenkov et Iouri Chtchekotchikhine, meurent dans ce qui semble être des assassinats,. Mikhaïl Trepachkine, le juriste de la Commission, est quant à lui arrêté.

## Autres hypothèses
Certains,, comme l'ancien agent des services secrets russes Alexandre Litvinenko (mort empoisonné en 2006), soutiennent que ces attentats sont le fait du gouvernement russe, pour justifier la seconde guerre de Tchétchénie, à la fin du régime de Boris Eltsine, et établir le pouvoir de Vladimir Poutine en Russie. Ces déclarations ont toujours été considérées, par le gouvernement russe, comme des tentatives de déstabilisation du pays, rappelant que Litvinenko était lié à Boris Berezovski, opposant à Poutine exilé à Londres, ainsi qu'au chef de guerre tchétchène Chamil Bassaïev.
Le 25 janvier 2011, sur France Inter, Hélène Blanc, politologue et spécialiste de la Russie au CNRS, commentant le récent attentat de l'aéroport Domodedovo de Moscou, affirme qu'est établie la responsabilité du FSB et non de la République tchétchène d'Itchkérie dans les attentats de 1999 :

« Je crois qu'il faut se garder d'interpréter rapidement les attentats, par exemple de 1999, qui ont servi d'alibi à déclencher la seconde guerre de Tchétchénie. Eh bien il est aujourd'hui clair, ça ne l'était pas à l'époque bien entendu, mais maintenant nous savons que ces attentats n'étaient pas du tout l'œuvre des Tchétchènes auxquels on les a attribués, mais l'œuvre du FSB. D'ailleurs, il y a eu trois attentats au total dans différentes villes, mais la quatrième ville, Riazan, là le FSB a été pris la main dans le sac. Par la suite, on a su que non seulement le modus operandi n'était pas du tout dans l'habitude tchétchène, mais qu'en plus les explosifs n'étaient pas des explosifs tchétchènes mais bien des explosifs russes. Le FSB est capable de beaucoup de choses, y compris contre son peuple. »

En 2012, un ouvrage universitaire de John B. Dunlop, de la Hoover institution synthétise et approfondit les hypothèses d'un coup monté du FSB.